# Marble Mania (Vlaanderen)
Marble Mania was een Vlaams televisieprogramma dat werd uitgezonden door VTM. De presentatie van het programma was in handen van Kürt Rogiers. Het programma is gebaseerd op het gelijknamige Nederlandse programma. De voice-over wordt verzorgd door Kamal Kharmach.

## Afleveringen
| Afl. | Uitzenddatum     | Kandidaten         | Kandidaten         | Kandidaten         | Kijkcijfers |
| Afl. | Uitzenddatum     | Blauw              | Rood               | Geel               | Kijkcijfers |
| ---- | ---------------- | ------------------ | ------------------ | ------------------ | ----------- |
| 1    | 12 februari 2022 | Hanne Verbruggen   | Julia Boschman     | Marthe De Pillecyn | 448.683     |
| 2    | 19 februari 2022 | Roger van Damme    | Marcelo Ballardin  | Dominique Persoone | 422.368     |
| 3    | 26 februari 2022 | Maarten Vancoillie | Anke Buckinx       | Sofie Engelen      | 324.049     |
| 4    | 5 maart 2022     | Yanina Wickmayer   | Aagje Vanwalleghem | Lotte Kopecky      | 317.867     |
| 5    | 12 maart 2022    | Femke Verschueren  | Jean-Romy Manzilla | Sieg De Doncker    | 285.973     |
| 6    | 19 maart 2022    | Arthur De Sloover  | Tessa Wullaert     | Olivier Deschacht  | 293.540     |